# Organització per la Democràcia Popular - Moviment del Treball
L'Organització per la Democràcia Popular - Moviment del Treball (Francès: Congrès Organisation pour la Démocratie Populaire - Mouvement du Travail) va ser el partit polític governant de Burkina Faso. Va ser fundat l'abril del 1989 per la Unió de Comunistes Burkinabesos, l'Organització Militar Revolucionària (OMR) i faccions de la Unió de Lluites Comunistes - La Flama i Grup Comunista Burkinès com un Partit basat en el Marxisme, però fortament pragmàtic, adoptant el lliure mercat en el seu pla econòmic.
Al febrer del 1996 l'ODP-MT va esdevenir una de les organitzacions fundadores del Congrés per la Democràcia i el Progrés.
A les eleccions parliamentàries del 24 de maig del 1992 va guanyar el 48,2% del vot popular i 70 dels 107 escons.
L'ODP-MT va ser liderada per Arsène Bongnessan Yé, Nabaho Kanidoua i Marc Christian Roch Kaboré.
Publicava Yeelen.